# طلال الرميضي
طلال الرميضي كاتب ومؤرخ كويتي، ولد في محافظة السالمية في دولة الكويت عام 1972م. يشغل منصب رئيس رابطة الأدباء الكويتية، وصدرت له مؤلفات عديدة في تاريخ الخليج العربي وفي التراث الشعبي من بينها: كتاب (الكويت والخليج العربي في السالنامة العثمانية)، (أعلام الغوص عند العوازم خلال قرن 1850- 1950 بإمارة الكويت).

## العمل
- رئيس رابطة الأدباء الكويتية.
- شغل منصب الأمين العام لرابطة الأدباء الكويتيين.[5]

## إصدارات
| الكتاب                                                    | سنة النشر | ملاحظات |
| --------------------------------------------------------- | --------- | ------- |
| ديوان الرجاوي: الشاعر رجا بن سعدون الفزير                 | 2004م     | [ 6 ]   |
| ديوان الشاعر الأديب سعود الغريب                           | 2008م     |         |
| الكويت والخليج العربي في السالنامة العثمانية              | 2011م     |         |
| شخصيات من تاريخ الكويت                                    | 2012م     | [ 7 ]   |
| أعلام الغوص عند العوازم خلال قرن 1850- 1950 بإمارة الكويت | 2020م     | [ 4 ]   |
| الأمثال الدينية في التراث الكويتي                         | 2022م     | [ 2 ]   |

## جوائز
حصل على جائزة الدولة التشجيعية لأفضل كتاب تاريخي عام 2010م عن كتابه (الكويت والخليج العربي في السالنامة العثمانية).